# El Castellot (Castellví de la Marca)
El Castellot és una muntanya de 464 metres que es troba al municipi de Castellví de la Marca, a la comarca de l'Alt Penedès. La torre del segle x ha estat restaurada el 2021. Al cim hi ha un vèrtex geodèsic (referència 275128001).
Aquest cim està inclòs al Repte dels 100 cims de la Federació d'Entitats Excursionistes de Catalunya (FEEC). El 2024 es va afegir al projecte Miravinya, ruta turística dels miradors del Penedès.